# Tsagaandelger
Tsagaandelger (mongoliska: Цагаандэлгэр Сум, Цагаандэлгэр, Tsagaandelger Sum) är ett distrikt i Mongoliet.   Det ligger i provinsen Dundgobi, i den centrala delen av landet, 180 km söder om huvudstaden Ulaanbaatar.